# 庄瀬橋
庄瀬橋（しょうぜばし）は、新潟県南蒲原郡田上町と新潟市南区の信濃川に架かる新潟県道55号新潟五泉間瀬線の道路橋梁。東詰側は田上町大字曽根新田、西詰側は南区庄瀬に位置する。

## 概要
橋長237.7 m、幅員6 mの単純活荷重合成鈑桁橋である。車道は2車線で、歩道は設けられていない。
当橋梁の下流側には新潟県道41号白根安田線の小須戸橋が、上流側には新潟県道9号長岡栃尾巻線の五反田橋が架橋されている。

## 歴史
1952年（昭和27年）、木橋として架橋された。しかし1962年（昭和37年）8月22日には火災のため、橋長約250 mのうち主桁約43 mなど一部焼失し通行不能になった。1964年（昭和39年）6月16日に発生した新潟地震の影響で落橋し、災害復旧事業の県道整備事業工事として1965年（昭和40年）7月より現橋梁の架橋事業が行われ、1967年（昭和42年）3月25日に竣工した。
その後、当橋梁の区間となっていた一般県道月潟五泉線は主要地方道新潟五泉間瀬線に指定変更され、主要地方道の区間に昇格している。
右岸側の取付部は庄瀬橋東詰交差点で、堤防上を経由する新潟県道1号新潟小須戸三条線と交差している。また左岸側の取付部は河川敷をクランク状に走破する構造となっているが、信濃川の堤防改修事業の進捗に伴って改修され、2007年（平成19年）5月14日から堤防上の交差点部が拡幅された。